# Gösta Welandson
Rolf Gösta Sivert Welandson, född 27 februari 1937, är en svensk företagare.
Gösta Welandson är son till Weland Andersson och bror till Sven-Åke Welandson och växte upp i Smålandsstenar. Fadern grundade 1947 tillsammans med sin svåger Johannes Johansson Firma Vingmutter i Smålandsstenar. Omkring 1979 utvidgades denna verksamhet till en verkstadsindustri i större skala, som sönerna Gösta och Sven-Åke tog över och ytterligare utökade. Gösta Welandson äger Weland-gruppen, i vilken bland annat ingår ett flertal verkstadsföretag i Småland, Västergötland, Halland och Östergötland, samt fastigheter. År 2006 köpte han aktiemajoriteten i pappersbruket Klippan AB, som samma år gjorde konkurs.
Weland-gruppens största produkt är pressvetsad gallerdurk och spiraltrappor. Dessa produkter är ryggraden i verksamheten.
Weland-gruppens mest kända produkt är Weloc-klämman från Weland Medical, som används för medicinska ändamål. Den utvecklades under 1980-talet i samarbete med läkaren Ingemar Näslund på Radiumhemmet. Han blev 2012–2013 huvudägare i fastighetsbolaget Kungsleden AB.
År 1997 köpte Gösta Welandson Carl Kempes tidigare samling av kinesiska antikviteter i guld, silver och keramik, vilka 1997–2007 visades i numera nedlagda Ulricehamns konst- och östasiatiska museum, innan samlingen avyttrades.
Han har sönerna Joachim (född 1962) och Jonas (född 1965), som båda arbetar inom familjeföretaget.